# Eubazus cubiculus
Eubazus cubiculus är en stekelart som beskrevs av Papp 1998. Eubazus cubiculus ingår i släktet Eubazus och familjen bracksteklar. Inga underarter finns listade i Catalogue of Life.